# Frédéric Nihous

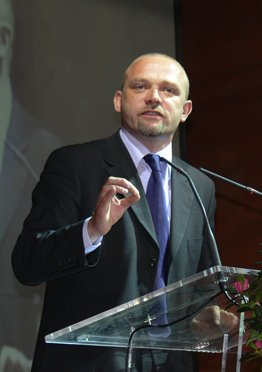
Frédéric Nihous (2007)

Frédéric Nihous (ur. 15 sierpnia 1967 w Valenciennes) – francuski polityk, przewodniczący partii Łowiectwo, Wędkarstwo, Przyroda, Tradycja (CPNT), kandydat na urząd prezydenta.

## Życiorys
Dziadek ze strony matki był zwolennikiem gaullizmu, drugi z dziadków był polskim górnikiem i komunistą. Frédéric Nihous uzyskał wykształcenie wyższej prawnicze (diplôme d'études approfondies z prawa gospodarczego). Zaangażowany w działalność organizacji tradycjonalistycznych, objął m.in. funkcję przewodniczącego stowarzyszenia łowców gołębi Palombe.
W 2007 wystartował w wyborach prezydenckich, uzyskując w pierwszej turze wynik 1,15% głosów. Przed drugą turą nie poparł żadnego z kandydatów. W 2008 zastąpił Jeana Saint-Josse na stanowisku przewodniczącego CPNT; funkcję tę pełnił do 2016.
W 2009 organizował wspólnie z Philippe’em de Villiersem koalicyjny Libertas Francja, bez powodzenia kandydował do Europarlamentu. Wkrótce nawiązał współpracę z partiami wspierającymi prezydenta Nicolasa Sarkozy’ego. W 2010 z listy większości prezydenckiej uzyskał mandat radnego regionalnego w Akwitanii, a w 2015 z ramienia centroprawicy został radnym regionu Hauts-de-France.